# Ranna puiestee (Pärnu)
Le boulevard de la plage (estonien : Ranna puiestee) est une rue de Pärnu en Estonie.

## Situation et accès
Ranna Buieste commence devant les Bains de boue de Pärnu au rond-point où se rencontrent Mere puiestee et Supeluse tänav, et se dirige vers l'est jusqu'à ce qu'elle se termine à l'intersection avec Side tänav.
La rue longe le parc de la plage .
La rue mesure environ 760 mètres de long. 

## Bâtiments remarquables et lieux de mémoire

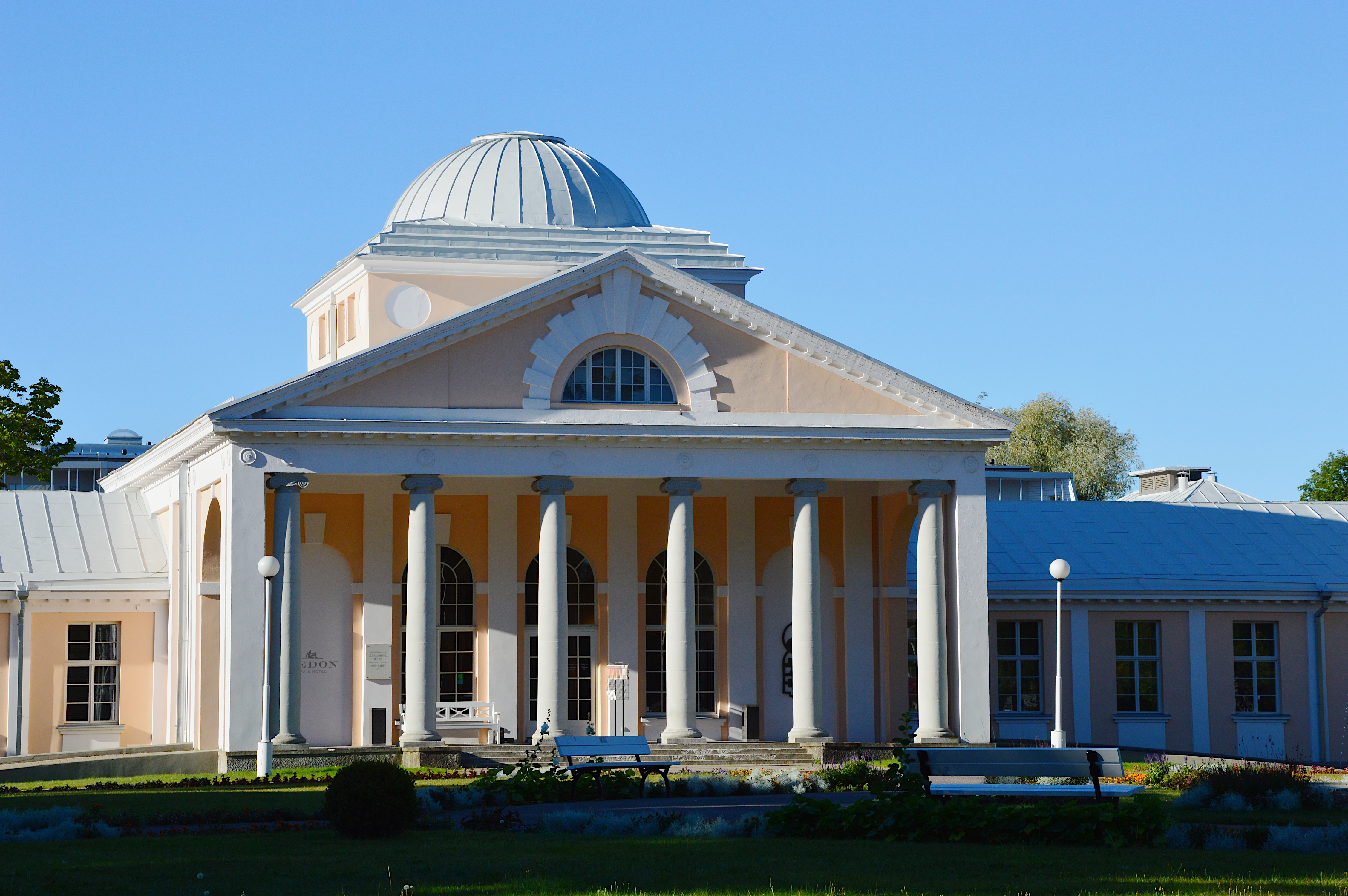
Ranna pst 1, Bains de boue de Pärnu
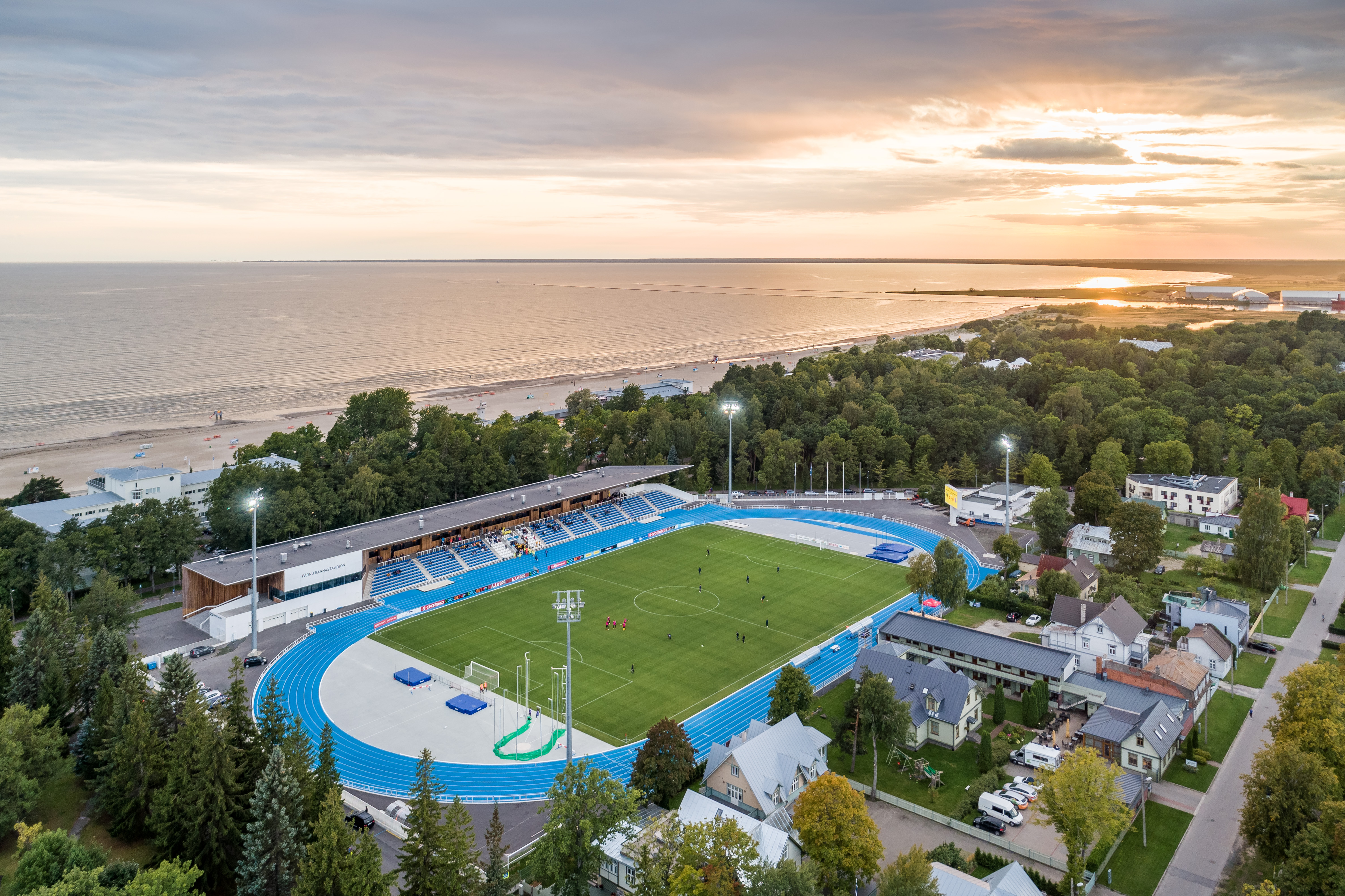
Ranna pst 2, Stade de la plage de Pärnu
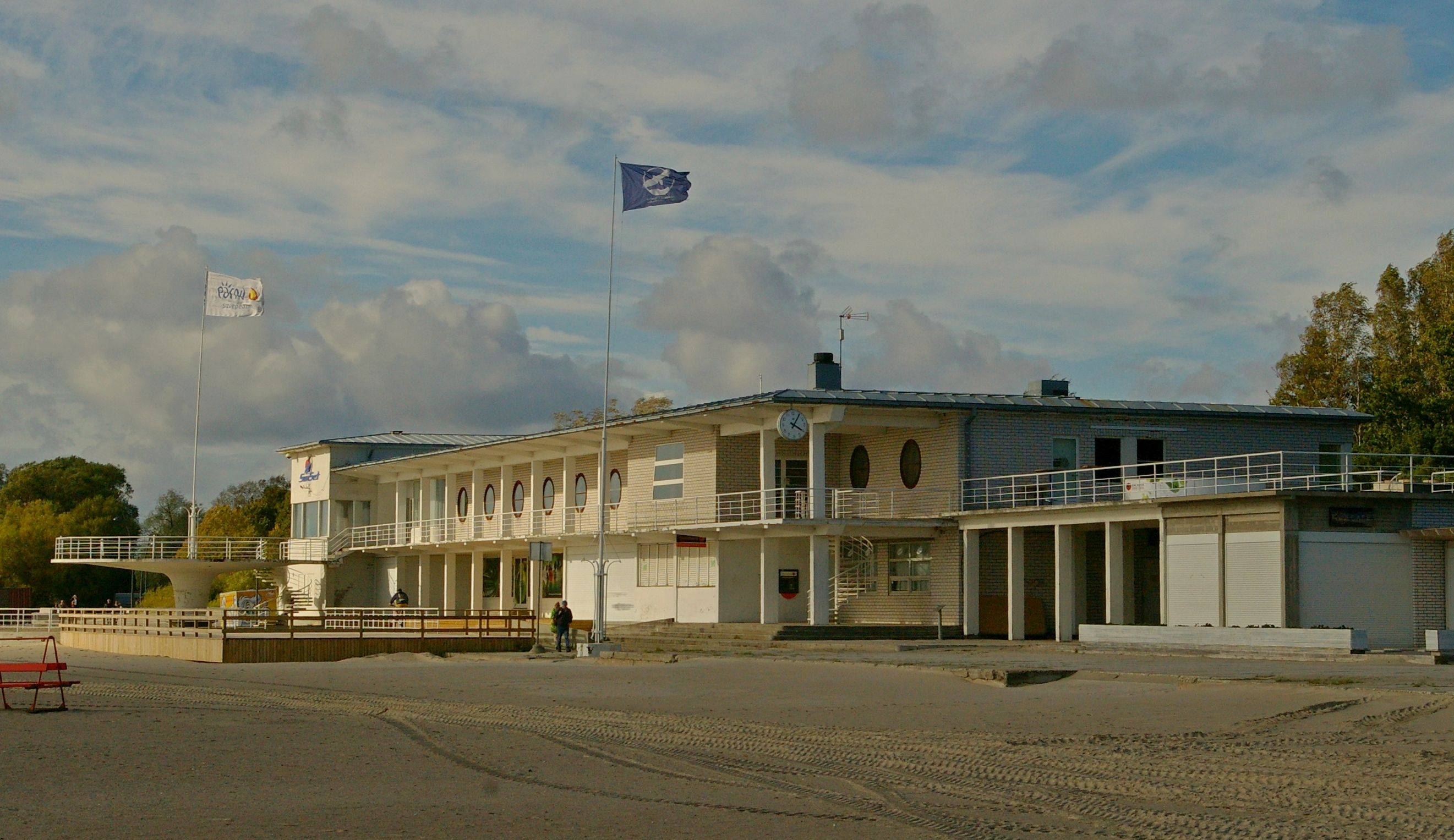
Ranna pst 3, Café de la plage
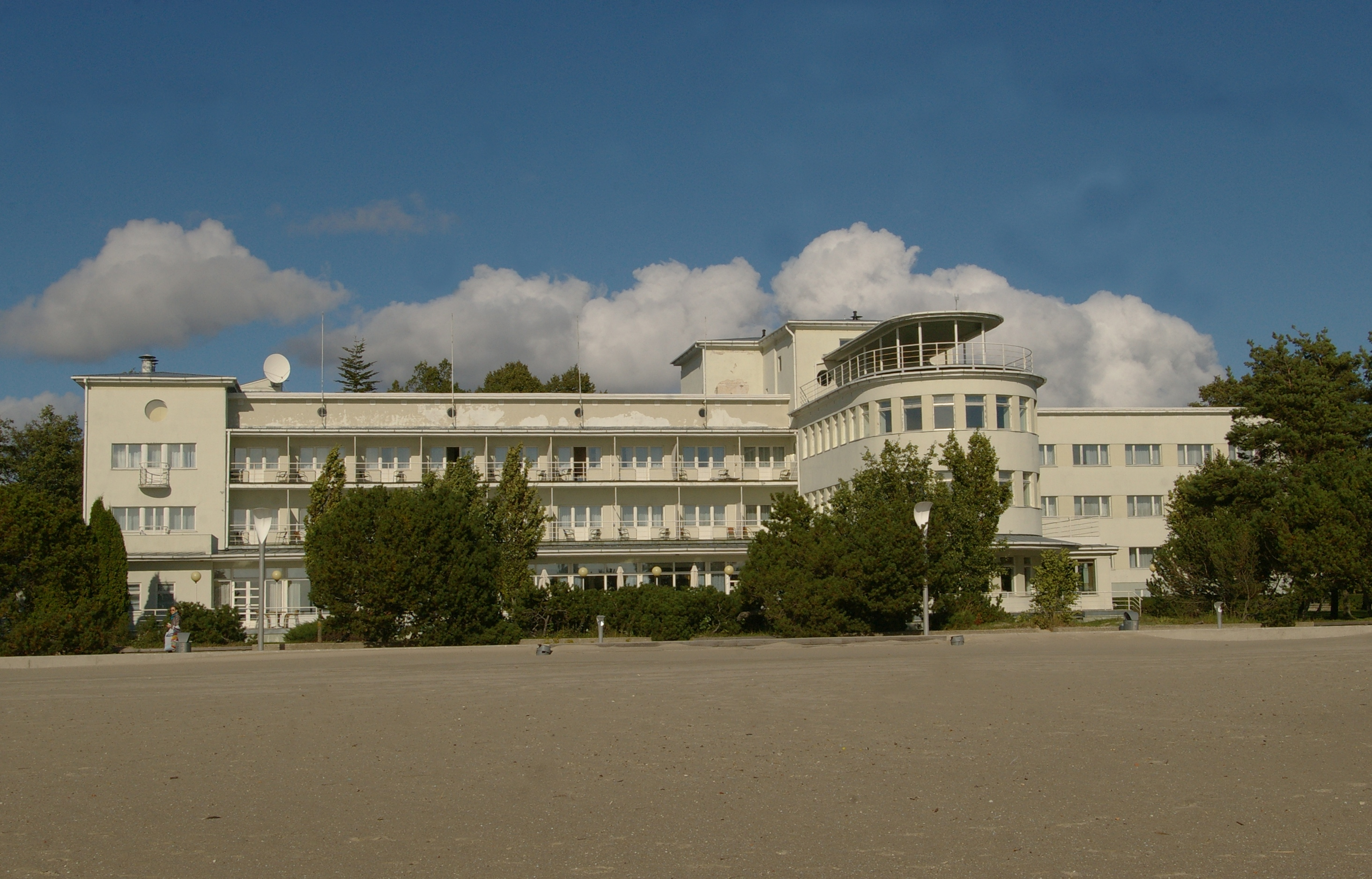
Ranna pst 5, Hôtel de la plage de Pärnu